# Georg Kreisel
Georg Kreisel (né le 15 septembre 1923 à Graz et mort le 1er mars 2015 à Salzbourg) est un logicien des mathématiques d'origine autrichienne qui a étudié et travaillé au Royaume-Uni et aux États-Unis.

## Biographie
Kreisel vient d'une famille juive qui l'a envoyé au Royaume-Uni avant l'Anschluss. Il étudie à l'université de Cambridge. De 1943 à 1946, il s'engage dans l'armée dans des problèmes d'ingénierie. Après la guerre, il reçoit son doctorat à l'université de Cambridge. Il enseigne à l'université de Reading jusqu'en 1954 puis travaille à l'Institute for Advanced Study de 1955 à 1957. Par la suite, il enseigne à l'université Stanford et à l'Université de Paris. Devenu professeur à l'université Stanford en 1962, il y reste jusqu'à sa retraite en 1985,.

## Travaux
Kreisel travaille dans plusieurs domaines de la logique et en particulier dans la théorie de la démonstration où il est connu pour avoir tenté d'extraire du contenu constructiviste de preuves en apparence non constructives.
Kreisel est élu à la Royal Society en 1966. Ami de François Le Lionnais, il est invité d'honneur de l'Oulipo en 1984.

## Réflexions théoriques
- En appendices de  Éléments de logique mathématique (théorie des modèles) écrit par Jean-Louis Krivine, Dunod, Paris, 1966[1] :
  - La méthode axiomatique, Appendice I pages 149-154 et
  - Fondements des mathématiques, Appendice II pages 155-212